# Вулиця Євгена Гребінки (Гребінка)
Ву́лиця Євгена Гребінки (колишня Жовтнева) — центральна вулиця міста Гребінка Полтавської області. 
Починається від вулиці Миру і простягається на північний схід, впираючись у Магістральну вулицю, яка йде паралельно залізничним коліям.
Вулиця тривалий час носила назву Жовтневої, доки на вимогу декомунізації в лютому 2016 року не була перейменована на честь славетного земляка, класика української літератури Євгена Гребінки на засіданні постійної комісії Гребінківської міської ради з питань законності правопорядку, захисту прав людини, найменування (перейменування) вулиць, провулків, площ, парків, скверів, інших об’єктів.
По вулиці Євгена Гребінки у Гребінці розташовані:
- податкова інспекція (№ 11);
- міський будинок культури, народний краєзнавчий музей і міська публічна бібліотека (№ 13);
- районна лікарня (№ 28);
- районна поліклініка (№ 30);
- районний відділ освіти (№ 33);
- районний суд (№ 51);
- архів (№ 71);
- земельний кадастр, соцстрах та управління статистики (№ 72);
- комбінат комунальних підприємств (№ 100).

На вулиці розміщені також пам'ятники Гребінці та Леніну, а у сквері на розі з Магістральною вулицею — пам'ятники Шевченку, афганцям та загиблим у Другій світовій війні.
Крім того, на вулицю виходить міський ринок, багато магазинів, відділення Ощадбанку; на ній же розташована водонапірна башта (один із міських орієнтирів у Гребінці).
Забудова вулиці — радянська 1950-70 років.